# Báhoň
Báhoň je naseljeno mjesto u okrugu Pezinok u Bratislavskom kraju u Slovačkoj.

## Stanovništvo
| Godina:     | 1993. | 2003.   | 2013.   | 2023.   |
| ----------- | ----- | ------- | ------- | ------- |
| Broj ljudi: | 1484  | 1623    | 1735    | 1833    |
| Razlika:    |       | +9,36 % | +6,90 % | +5,64 % |

| Godina:     | 2022. | 2023.   |
| ----------- | ----- | ------- |
| Broj ljudi: | 1861  | 1833    |
| Razlika:    |       | -1,50 % |

Prema podatcima o broju stanovnika iz 2023. godine naselje je imalo 1833 stanovnika.

## Vanjske poveznice
|  | Zajednički poslužitelj ima još gradiva o temi Báhoň |

- Službena stranica naselja (sl.)